# Марк Стронг
Марк Стронг (англ. Mark Strong; нар. 5 серпня 1963 року в Лондоні, Велика Британія) — британський теле- і кіноактор, відомий за ролі в фільмах Шерлок Холмс, Рок-н-рольник, Зоряний пил, Пипець.

## Молоді роки
Марк Стронг (ім'я при народженні Marco Giuseppe Salussolia) народився 5 серпня 1963 року в Лондоні в італо-австрійській сім'ї. Його батько покинув сім'ю незабаром після його народження і його ростила мати, яка працювала нянею. Його ім'я це не сценічний псевдонім, воно було змінено матір'ю, щоб хлопець міг краще порозумітися з однолітками. Навчався в Вумондхемському коледжі в Норфолку. Вільно володіє німецькою і трохи італійською. Спочатку хотів стати юристом, але після року навчання в університеті в Мюнхені змінив своє рішення і повернувся в Лондон. У Лондоні навчався в Royal Holloway, а потім закінчив Bristol Old Vic Theatre School.

## Кар'єра
Першу свою роль зіграв у 1993 році в серіалі Головний підозрюваний де працював з Гелен Міррен.
Наступна помітна роль у фільмі 1997 року Футбольна лихоманка.
Багато знімається на телебаченні — у телесеріалах і проектах BBC.
У 2007 зіграв у фільмі Зоряний пил.
У 2009 зіграв лорда Блеквуда у Шерлок Холмс і Гая Річі.
У 2012 зіграв у блокбастері Джон Картер: між двох світів. У листопаді 2012 року Стронг отримав роль у фільмі "Екстрасенс 2: Лабіринти розуму", в якому людина зі здатністю проникати в пам'ять людей починає працювати над справою геніального, але проблемного підлітка, щоб визначити, чи є вона соціопатом, чи жертвою травми. Фільм вийшов на екрани американських кінотеатрів у червні 2014 року. У 2014 році компанія Jaguar Cars випустила рекламний ролик, спочатку показаний під час Супербоул XLVIII, а потім онлайн і на телебаченні, в якому Стронг знялася разом з іншими англійськими акторами Беном Кінгслі і Томом Гіддлстоном. Вона була присвячена їхнім нещодавнім ролям лиходіїв у фільмах і використовувала слоган "добре бути поганим". Того ж року Стронг знявся в історичному драматичному фільмі "Гра в імітацію" в ролі шефа МІ6 Стюарта Мензіса.

## Благодійність
5 серпні 2023 року взяв участь у благодійному матчі Game4Ukraine в Лондоні, метою якого було зібрати кошти на відновлення Михайло-Коцюбинського ліцею на Чернігівщині, зруйнованого внаслідок російського вторгнення в Україну. 27 вересня 2023 року став амбасадором платформи United24 в напрямку «Освіта у наука».

## Особисте життя
Марк Стронг живе на північному заході Лондона разом зі своєю дружиною Лізою Маршалл і синами Габріелем і Романом.
Він давній друг актора Деніела Крейга, який є хрещеним батьком молодшого сина Стронга — Романа.

## Фільмографія
| Рік  | Назва українською            | Оригінальна назва                | Персонаж                                            |
| ---- | ---------------------------- | -------------------------------- | --------------------------------------------------- |
| 1993 | Століття                     | Century                          | поліцейський                                        |
| 1994 | Полонені                     | Captives                         | Кенні                                               |
| 1996 | Емма                         | Emma                             | Джордж Найтлі                                       |
| 1996 | Місія Шарпа                  | Sharpe's Mission                 | Полковник Бренд                                     |
| 1997 | Футбольна лихоманка          | Fever Pitch                      | Стів                                                |
| 1998 | Людина з дощем в черевиках   | The Man with Rain in His Shoes   | Дейв Саммерс                                        |
| 1999 | Смак сонячного світла        | Sunshine                         | Іштван Сорс                                         |
| 2001 | Остання війна                | To End All Wars                  | Дасті Міллер                                        |
| 2001 | Готель                       | Hotel                            | Фердінанд                                           |
| 2001 | Мартінси                     | The Martins                      | Даг                                                 |
| 2002 | Рідні землі                  | Heartlands                       | Єн                                                  |
| 2003 | Це все про кохання           | It's All About Love              | Артур                                               |
| 2003 | Генріх VIII                  | Henry VIII                       | герцог Норфолк                                      |
| 2005 | Револьвер                    | Revolver                         | Утилізатор (оригінал англ. "Sorter" - Сортувальник) |
| 2005 | Олівер Твіст                 | Oliver Twist                     | Тобі Крекіт                                         |
| 2005 | Сіріана                      | Syriana                          | Массаві                                             |
| 2006 | Трістан та Ізольда           | Tristan + Isolde                 | Віктред                                             |
| 2006 | Сцени сексуального характеру | Scenes of a Sexual Nature        | Луїс                                                |
| 2007 | Зоряний пил                  | Stardust                         | Септімус                                            |
| 2007 | Пекло                        | Sunshine                         | Пінбекер                                            |
| 2008 | Міс Петігрю живе одним днем  | Miss Pettigrew Lives for a Day   | Нік                                                 |
| 2008 | Спогади невдахи              | Flashbacks of a Fool             | Менні Мізел                                         |
| 2008 | Вавилон Н. Е.                | Babylon A.D.                     | Фінн                                                |
| 2008 | Рок-н-рольник                | RocknRolla                       | Арчі                                                |
| 2008 | Тіло брехні                  | Body of Lies                     | Хані Салаам                                         |
| 2008 | Розумний                     | Good                             | Філіп Боулер                                        |
| 2009 | Кінець гри                   | Endgame                          | Ніл Барнард                                         |
| 2009 | Молода Вікторія              | The Young Victoria               | сер Джон Конрой                                     |
| 2009 | Шерлок Холмс                 | Sherlock Holmes                  | лорд Блеквуд                                        |
| 2010 | Пипець                       | Kick-Ass                         | Френк Д'Аміко                                       |
| 2010 | Робін Гуд                    | Robin Hood                       | сер Годфрі                                          |
| 2010 | Шлях додому                  | The Way Back                     | Хабаров                                             |
| 2011 | Ірландець                    | The Guard                        | Клайв Корнел                                        |
| 2011 | Орел Дев'ятого легіону       | The Eagle                        | Гверн                                               |
| 2011 | Зелений ліхтар               | Green Lantern                    | Сінестро                                            |
| 2011 | Шпигун, вийди геть!          | Tinker Tailor Soldier Spy        | Джим Прідо                                          |
| 2011 | Чорне золото                 | Or noir                          | Султан Амар                                         |
| 2012 | Джон Картер: між двох світів | John Carter                      | Матай Шанґ                                          |
| 2012 | Тридцять хвилин по півночі   | Zero Dark Thirty                 | Джордж                                              |
| 2012 | Кров                         | Blood                            | Роберт Сеймур                                       |
| 2013 | Ласкаво просимо до капкану   | Welcome to the Punch             | Джейкоб Стернвуд                                    |
| 2013 | Чорне золото                 | Or noir                          | Амар                                                |
| 2013 | Джастін і лицарі доблесті    | Justin and the Knights of Valour | Геракліо (голос)                                    |
| 2014 | Єдність                      | Unity                            | оповідач                                            |
| 2014 | Ближче до місяцю             | Closer to the Moon               | Макс Розенталь                                      |
| 2014 | Перед сном                   | Before I Go To Sleep             | Ед Неш                                              |
| 2014 | Лабіринти розуму             | Mindscape                        | Джон Вашингтон                                      |
| 2014 | Гра в імітацію               | The Imitation Game               | генерал-майор Стюарт Мензіс                         |
| 2015 | Kingsman: Таємна служба      | Kingsman: The Secret Service     | Мерлін                                              |
| 2016 | Брати з Ґрімзбі              | Grimsby                          | Себастьян Ґрімзбі                                   |
| 2016 | Наближення до невідомого     | Approaching the Unknown          | Вільям Д. Станафорт                                 |
| 2016 | Облога Жадовіля              | The Siege of Jadotville          | Конор Круз О'Брайєн                                 |
| 2016 | Небезпечна гра Слоун         | Miss Sloane                      | Родольфо Шмідт                                      |
| 2017 | Кінгсман: Золоте кільце      | Kingsman: The Golden Circle      | Мерлін                                              |
| 2017 | 6 днів                       | 6 Days                           | Макс                                                |
| 2018 | Шпигунська гра               | The Catcher Was a Spy            | Вернер Гейзенберг                                   |
| 2018 | Стокгольмський синдром       | Stockholm                        | Гуннар Соренссон                                    |
| 2019 | Шазам!                       | Shazam!                          | Доктор Тадеус Сівана                                |
| 2019 | 1917                         | 1917                             | капітан Сміт                                        |
| 2021 | Круелла                      | Cruella                          | Борис                                               |
| 2022 | Тар                          | Tár                              | Еліот Каплан                                        |
| 2022 | Ноцебо                       | Nocebo                           |                                                     |
| 2023 | Шазам! Лють Богів            | Shazam! Fury of the Gods         | Таддеуш Сивана, камео роль                          |
| 2023 | Загадкове вбивство 2         | Murder Mystery 2                 |                                                     |
| 2023 | Мертвий постріл              | Dead Shot                        | Голланд                                             |
| 2023 | Критик                       | The Critic                       | Девід Брук                                          |
| 2023 | Кінець, з якого ми починаємо | The End We Start From            |                                                     |
| 2024 | Атлас                        | Atlas                            | генерал Джейк Бут                                   |
| 2024 | Кінець, з якого ми починаємо | The End We Start From            | N                                                   |
| 2024 | Дюна: Пророцтво              | Dune: Prophecy                   | імператор Явіко Корріно                             |
| 2024 | Тиша                         | The Silent Hour                  | детектив Даг Слейтер                                |